# Піщані змії
Псамофісові, або піщані змії (Psammophiidae) — родина змій. Описано 8 родів та 57 видів. Умовно отруйні змії (реальної небезпеки для людини не становлять).

## Опис
Загальна довжина представників цього роду коливається від 60 см до 2,2 м. Голова вузька, загострена, може бути як слабко, так й добре відмежована від шиї. Очі великі, зіниці круглі. Лобовий щиток довгий й вузький. Верхня поверхня голови вкрита великими симетричними щитками. Зараховуються до задньоборознистих змій, адже саме там розташовані отруйні ікла. Тулуб довгий. Луска гладенька. Забарвлення коричневе, сіре, оливкове, буре.
Характерною особливістю піщаних змій є наявність отруйного апарату. Він складається із спеціальних отрутопровідних зубів і пов'язаної з ними парної скроневої отруйної залози. Задні верхньощелепні зуби цих змій дуже збільшені і відокремлені від інших широким проміжком. По їх передньому краю проходить борозенка, яка слугує для проведення отрути в рану жертви в момент укусу. Отрута піщаних змій вибірково діє лише на дрібних, переважно холоднокровних, тварин, якими вони живляться, і реальної небезпеки для великих тварин і людини, як правило, не становить. Це пов'язано не тільки з малотоксичністю самої отрути, але також з тим, що отруйні зуби розташовані глибоко в пащі й можуть вражати лише здобич, що знаходиться безпосередньо в роті змії. При цьому, змія для здійснення ефективного укусу завжди повинна широко розкривати рота. Саме тому представників підродини відносять до умовно отруйних змій.

## Спосіб життя
Полюбляють степи, савани, рідкісні чагарники, напівпустелі та пустелі. Активні вдень або у сутінках. 
Харчуються ящірками, гризунами, земноводними, зміями, комахами.
Це яйцекладні змії.

## Поширення
Мешкають здебільшого в Африці. Зустрічаються на півдні Європи, Близькому Сході.

## Роди
- Dipsina Jan, 1862
- Hemirhagerrhis Boettger, 1893
- Kladirostratus Conradie, Keates & Edwards, 2019
- Malpolon Fitzinger, 1826
- Mimophis Günther, 1868
- Psammophis Fitzinger, 1826
- Psammophylax Fitzinger, 1843
- Rhamphiophis Peters, 1854